# Val-des-Marais
Val-des-Marais är en kommun i departementet Marne i regionen Grand Est (tidigare regionen Champagne-Ardenne) i nordöstra Frankrike. Kommunen ligger i kantonen Vertus som tillhör arrondissementet Châlons-en-Champagne. År 2022 hade Val-des-Marais 561 invånare.

## Befolkningsutveckling
Antalet invånare i kommunen Val-des-Marais
| Referens: INSEE |